# Paolo Menaspà
Paolo Menaspà (né le 20 mars 1980  à Novare) est un coureur cycliste italien, sur route et sur piste.

## Biographie
En 1998, il a remporté les Six jours de l'Avenir (Milan), le championnat italien de poursuite par équipes et la médaille d'argent aux championnats du monde de piste juniors.
En 2004, il est diplômé en sciences du sport à l'Université de Milan. Pendant plus de six ans (2005-2011) il a été entraîneur cycliste au Mapei Sport, où il a commencé à faire des études sur le cyclisme. En 2015 il a complété son doctorat en physiologie avec une thèse sur le cyclisme. En 2021, il est devenu directeur scientifique de l'Australian Institute of Sport, dirigeant la science du sport en Australie.
Parmi d'autres cyclistes professionnels, il a entraîné Michael Hepburn pour remporter les championnats du monde de piste 2013 (poursuite individuelle et par équipe), et le sprinter Caleb Ewan,.

## Palmarès

### Six jours
- 1998 : Six Jours de l'Avenir (Milan)[9], avec Maurizio Biondo

### Championnats d'Italie
- 1998 :  Champion d'Italie de poursuite par équipes[10]

### Championnats du monde juniors
- 1998 :  Médaillé d'argent de la poursuite par équipes juniors[11]